# Statens Järnvägar
Statens Järnvägar (SJ, oprindelig Kungl. Järnvägsstyrelsen) var en statslig svensk jernbanetransportvirksomhed indtil den 1. januar 2001, hvor virksomheden blev opdelt i mindre, statsejede selskaber:
- SJ AB – persontrafik
- Green Cargo – godstog
- EuroMaint – vedligeholdelse af togmateriel
- Jernhusen – eje og drift af jernbanestationer og andre tilknyttede ejendomme
- Unigrid – informationsteknologi
- TraffiCare – togrengøring mm
- TrainTech Engineering AB, nuværende Interfleet Technology – vedligeholdelse af togmateriel (tidligere SJ Maskindivision/SJ Teknik)